# Chinees-Indiase Oorlog
De Chinees-Indiase Oorlog, ook wel Sino-Indiase Oorlog, was een gewapend grensconflict tussen India en China in 1962 op hoogtes boven 5000 meter. Er was geen oorlogsverklaring, want beide partijen opereerden naar eigen mening op eigen terrein. De luchtmacht nam niet deel.

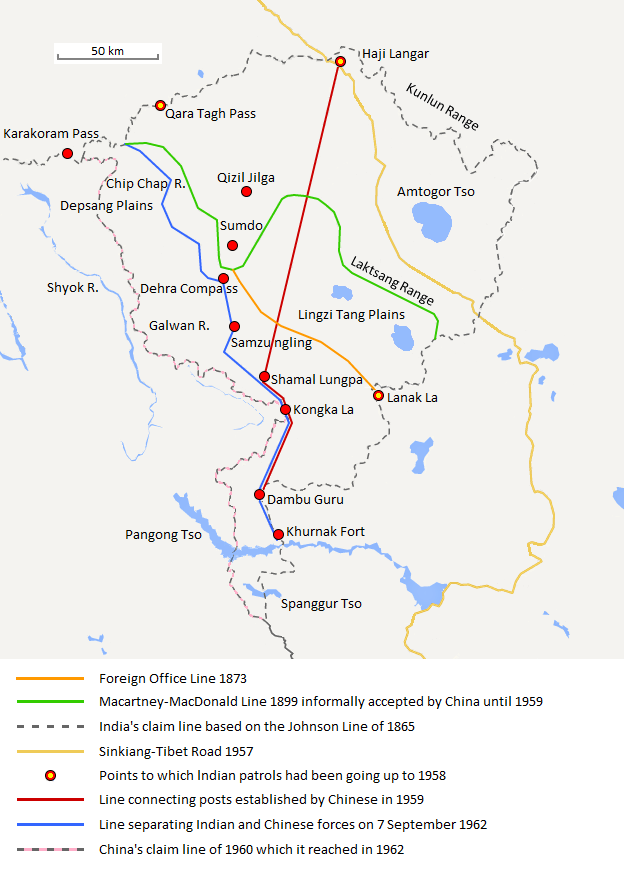
Situatieschets.

## Touwtrekken om de grenzen
India en China hebben een lange grens in bergachtig gebied. De Britse landmeter Johnson had in 1865 de westgrens bepaald in opdracht van de Maharadja van Kasjmir. China was het daarmee toen oneens en zette zelf grenspalen op de oude karavaanroute tussen Sinkiang en Ladakh. In de 19e eeuw stond Groot-Brittannië gebied af aan China om een buffer tegen Rusland te hebben. Dit was de MacCartney-MacDonald-lijn. Na de Russische Revolutie in 1918 tekenden de Britten opnieuw de Johnson-lijn op hun kaarten. In 1950 legden de Chinezen de strategisch belangrijke nationale weg G219 aan door Aksai Chin tussen Sinkiang en Tibet. Aangezien het gebied van Indische kant niet toegankelijk is door het Karakoramgebergte, merkten de Indiërs dat pas in 1957 toen de weg op Chinese kaarten aangeduid werd.
Wat de oostgrens betreft hadden het Verenigd Koninkrijk, China en Tibet in 1914 het voorlopige Akkoord van Simla over de grenzen geparafeerd, maar China heeft dit niet ondertekend. De grens tussen Brits-Indië en Tibet, later bekend als de McMahon-linie, had Henry McMahon bilateraal met Tibet onderhandeld, en China was daar niet van op de hoogte. China stelde zich op het standpunt dat Tibet geen recht had om een grens te bepalen zonder China. Het uitgangspunt was, dat de allerhoogste bergtoppen de grens zouden vormen; wat ten zuiden lag was van India en wat ten noorden lag van Tibet. De Chinezen stelden dat gebied ten zuiden van de hoogste bergtoppen historisch bij Tibet behoorde en dus nu bij China. Maanden na de overeenkomst van Shimla zette China grenspalen ten zuiden van de McMahon-linie. De Brit O'Callahan liet de grenspalen verzetten. Het geschil betreft het Indiase Arunachal Pradesh dat China "Zuid-Tibet" noemt en waar het arrondissementen toerekent als geheel Tshona, het zuiden van Lhuntse en delen van Metog en Chayu.

## Schermutselingen
In 1959 bood eerste minister Jawaharlal Nehru de dalai lama (Tenzin Gyatso) asiel na de mislukte Tibetaanse opstand in Lhasa. De Chinese partijvoorzitter Mao Zedong publiceerde op 6 mei 1959 een vlammend manifest: De revolutie in Tibet en de filosofie van Nehru.
Ondanks de vele herhaalde Chinese protesten rukten de Indiase militairen steeds verder de betwiste gebieden binnen en werden de door India beheerste gebieden steeds verder naar het noorden uitgebreid. In augustus 1959 nam het Chinese leger een Indiase soldaat gevangen die op de McMahon-linie postvatte. Twee maanden later doodden de Chinezen negen leden van de Indiase grenspolitie in Aksai Chin.
Op 2 oktober verdedigde Nikita Chroesjtsjov Nehru bij Mao. In 1960 bood premier Zhou Enlai informeel aan, dat China aanspraak op het noordoosten zou laten varen als India aanspraak op Aksai Chin zou opgeven. Nehru vond dat dit aangaf dat de Chinese aanspraken allebei onterecht waren. Hij stelde als voorwaarde voor onderhandeling dat het Chinese leger eerst Aksai Chin zou ontruimen.
In juni sneuvelden tientallen Chinese soldaten bij een schermutseling. Van juni tot juli stootten Indiase bergtroepen vooruit om Chinese troepen van hun bevoorrading af te snijden. In juni 1962 vestigden de Indiase strijdkrachten een voorpost in Dhola op de zuidelijke flank van het Thag La-rif, ten noorden van de McMahon-linie. In augustus tekende China diplomatiek protest aan en begon het posten op de top van Thag La te bezetten. Een eenheid van zestig Chinezen namen stellingen in tegenover Dhola. Op 11 september kregen alle Indiase troepen toestemming om te vuren. Chinezen wierpen handgranaten naar de Indiase troepen. Op 3 oktober bezocht Zhou Enlai Nehru in New Delhi, maar hij kon geen vreedzaam akkoord bereiken.

## Oorlog
Maarschalk Chen Yi zei: "Nehru's politiek is een dolk die hij in ons hart wil steken; we kunnen onze ogen niet sluiten en op de dood wachten." Mao Zedong zei: "Een goede oorlog geeft dertig jaar vrede." Op 8 oktober 1962 zond hij de divisies van Chengdu en Lanzhou naar Tibet. Op 18 oktober trok een lange rij van dragers en muilezels door de bergen.
Op 20 oktober vielen de Chinezen op twee fronten tegelijk aan, in het oosten en in het westen. In het oosten vielen ze de zuidelijke oever van de rivier de Namka Chu aan. In plaats van een van de vijf bruggen te gebruiken zoals verwacht, waadden de Chinezen door de rivier op een ondiepe plaats. Om 5:14 uur sneden de Chinezen de telefoonlijnen door. Toen bestookten ze de Indiërs met mortieren. Om 6:30 uur verdreef de infanterie de Indiërs uit hun stellingen. In het westen vielen ze de Chip Chap-vallei aan. Alle Indiërs werden gedood of gevangen genomen.
Na vier dagen hevige gevechten gaf Zhou Enlai zijn troepen bevel om niet verder op te rukken. Hij probeerde gedurende drie weken om met Nehru te onderhandelen. Het Indiase parlement kondigde de noodtoestand af en nam een resolutie aan om "de aanvallers te verjagen van de heilige Indiase grond." Nadat Zhou Enlai een afwijzende brief van Nehru ontvangen had, braken de gevechten opnieuw los op 14 november. In het oosten vielen de Chinezen Walong aan op 17 november. Ze namen daartoe niet de weg zoals verwacht, maar een bergpad. Na drie uur vechten vluchtten de Indiërs in wanorde. In het westen vielen de Chinezen in de nevel aan om 4:35 uur op 18 november bij Chushur (Chushul). Om 6:55 uur kwam de zon op en vielen de Chinezen aan in zes golven. Er volgden lijf-aan-lijfgevechten met bajonetten en wederzijds mitrailleurvuur. De Indiërs konden geen stand houden.

## Vliegdekschipdiplomatie
Op 19 november kondigde Zhou Enlai een eenzijdig staakt-het-vuren af. India ontving de aankondiging ervan pas een dag later en inmiddels had Nehru in de avond van 19 november een verzoek om gewapende steun tot de Verenigde Staten gericht, met name luchtaanvallen als de Chinezen verder zouden oprukken, en luchtdekking als de Chinese luchtmacht zou aanvallen. President John F. Kennedy wees de Indiase verzoeken af, maar zond wel het vliegdekschip USS Kitty Hawk richting de Golf van Bengalen. Toen de wapenstilstand bestendig bleek werd het vliegdekschip weer teruggetrokken. China gaf buitgemaakte voertuigen en wapens terug aan India en liet in december 731 zieke en gewonde Indiase soldaten vrij. De overige 3.213 soldaten en officieren werden vanaf april 1963 vrijgelaten.